# Lightdark
Lightdark is het tweede muziekalbum van de Italiaanse band Nosound. Het album is een voortzetting van de sombere trage klanken van hun eerste album.

## Musici
- Giancarlo Erra – zang, gitaar, toetsen;
- Paolo Martelacci – toetsen, zang
- Gabriele Savim – akoestische gitaar
- Alessandro Luci – basgitaar
- Gigi Zito – slagwerk, zang.

Als musici treden op:
- Tim Bowness – zang op (5); Tim Bowness is leider van hun grote voorbeeld no-man;
- Marianne de Chestelaine – cello op (3) en (7).

## Composities
Alle muziek en teksten zijn geschreven door Giancarlo Erra. 
| Nr. | Titel                          | Duur  |
| --- | ------------------------------ | ----- |
| 1.  | About butterflies and children | 3:02  |
| 2.  | Places remained                | 4:29  |
| 3.  | The misplay                    | 4:32  |
| 4.  | From silence to noise          | 15:28 |
| 5.  | Someone starts to fade away    | 8:55  |
| 6.  | Kites                          | 8:30  |
| 7.  | Lightdark                      | 8:45  |